# Eksplozja drona wojskowego w Osinach
Eksplozja drona wojskowego w Osinach - eksplozja, która wydarzyła się w nocy z 19 na 20 sierpnia 2025 w Osinach w powiecie łukowskim, w gminie Wola Mysłowska.

## Opis zdarzenia
Do zdarzenia doszło około godziny 23:50, kiedy to na pole kukurydzy z ogromnym hukiem spadł niezidentyfikowany obiekt, nie wykryty przez radary, ponieważ obiekt znajdywał się wystarczająco nisko, żeby nie został odnaleziony. Wybuch był na tyle silny, że w kilku domach wyleciały szyby. Policjanci z Łukowa otrzymali zgłoszenie dopiero we środę 20 sierpnia o godzinie 2:22. Obiektem najprawdopodobniej jest rosyjsko-irański dron Shahed 131 lub Shahed 136 z uzbrojeniem, dron najprawdopodobniej należał do Rosyjskich Sił Zbrojnych.

## Reakcja

### Polska

#### Działania okolicznych samorządów
20 sierpnia władze gminy Wola Mysłowska zwołały Gminny Zespół Zarządzania Kryzysowego w celu koordynacji działań. Z powodu dużego strachu mieszkańców, gmina prosiła o zachowanie spokoju.

#### Działania Ministerstwa Obrony Narodowej
20 sierpnia odbyła się konferencja MON, na której w skrócie wicepremier Władysław Kosiniak-Kamysz mówił o prowokacji rosyjskiego wywiadu, który ma siać panikę pośród ludzi, również ma zasiewać niepewność i dezinformację u ludzi. Wspomniał również, żeby wojska NATO powinny zostać przekierowane na wschodnią flankę. Podczas konferencji, gen. Malinowski, mówił, że dron miał chiński silnik i nie są jeszcze pewni czy to na pewno dron rosyjskiej produkcji.